# Fireworks (30 Rock)
"Fireworks" é o décimo oitavo episódio da primeira temporada da série de televisão norte-americana de comédia de situação 30 Rock. Teve o seu enredo escrito por Brett Baer e Dave Finkel, ambos dos co-produtores executivos da temporada, e foi realizado por Beth McCarthy-Miller. A sua transmissão nos Estados Unidos ocorreu na noite de 5 de Abril de 2007 através da rede de televisão National Broadcasting Company (NBC). Os artistas convidados para o episódio foram Will Arnett, Chris Parnell, Keith Powell, Maulik Pancholy, Jason Sudeikis, Kay Cannon, Finkel e Sue Galloway. Al Roker e Maury Povich interpretaram versões fictícias de si próprios.
No episódio, Jack Donaghy (interpretado por Alec Baldwin) organiza uma emissão televisiva de fogos-de-artifício, em uma tentativa de contra-atacar o seu rival, Devon Banks (Arnett), que após a sua primeira reunião com Jack, desenvolve uma paixoneta pelo estagiário Lista de personagens de 30 Rock#Kenneth Parcell (Jack McBrayer). Entretanto, Liz Lemon (Tina Fey) segue Floyd DeBarber (Sudeikis), um colega por quem ela sente-se atraída, a uma reunião dos Alcoólicos Anónimos (AA) em uma tentativa de aproximar-se mais dele. Em outros lugares, Tracy Jordan (Tracy Morgan) descobre que é parente de Thomas Jefferson e decide honrar o seu antepassado. Finalmente, James "Toofer" Spurlock (Powell) descobre um segredo chocante sobre um dos seus próprios antepassados.
Em geral, o episódio foi recebido com opiniões positivas pela crítica especialista em televisão, que elogiou bastante os desempenhos de Arnett e Sudeikis. Segundo as estatísticas publicadas pelo serviço de mediação de audiências Nielsen Ratings, "Fireworks" foi assistido em uma média de 5,37 milhões de domicílios durante a sua transmissão original, e recebeu a classificação de 2,5 e sete de share no perfil demográfico dos telespectadores entre os dezoito aos 49 anos de idade.

## Transmissão e repercussão

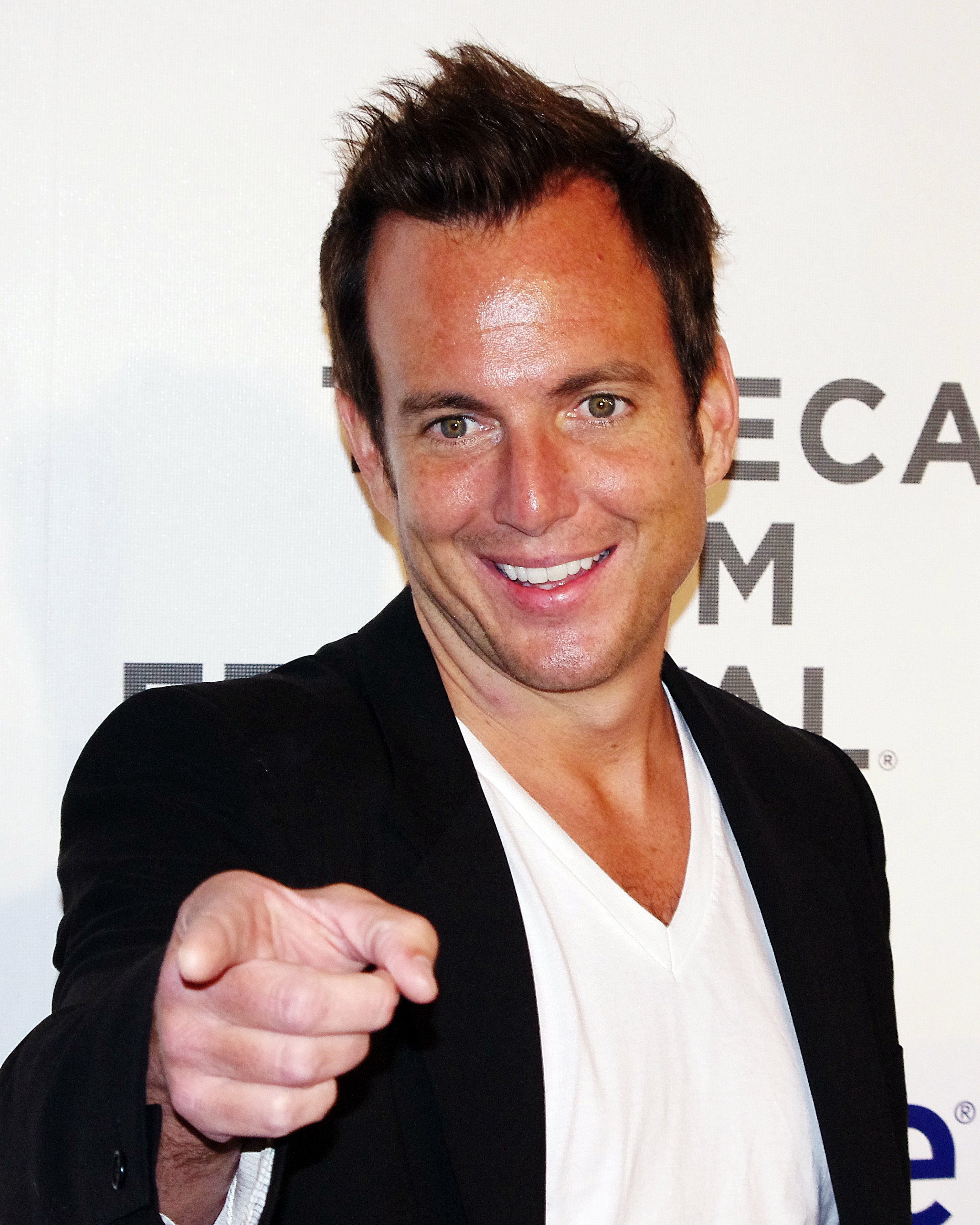
O desempenho de Will Arnett foi universalmente aclamado pela crítica especialista em televisão.

## Produção e desenvolvimento

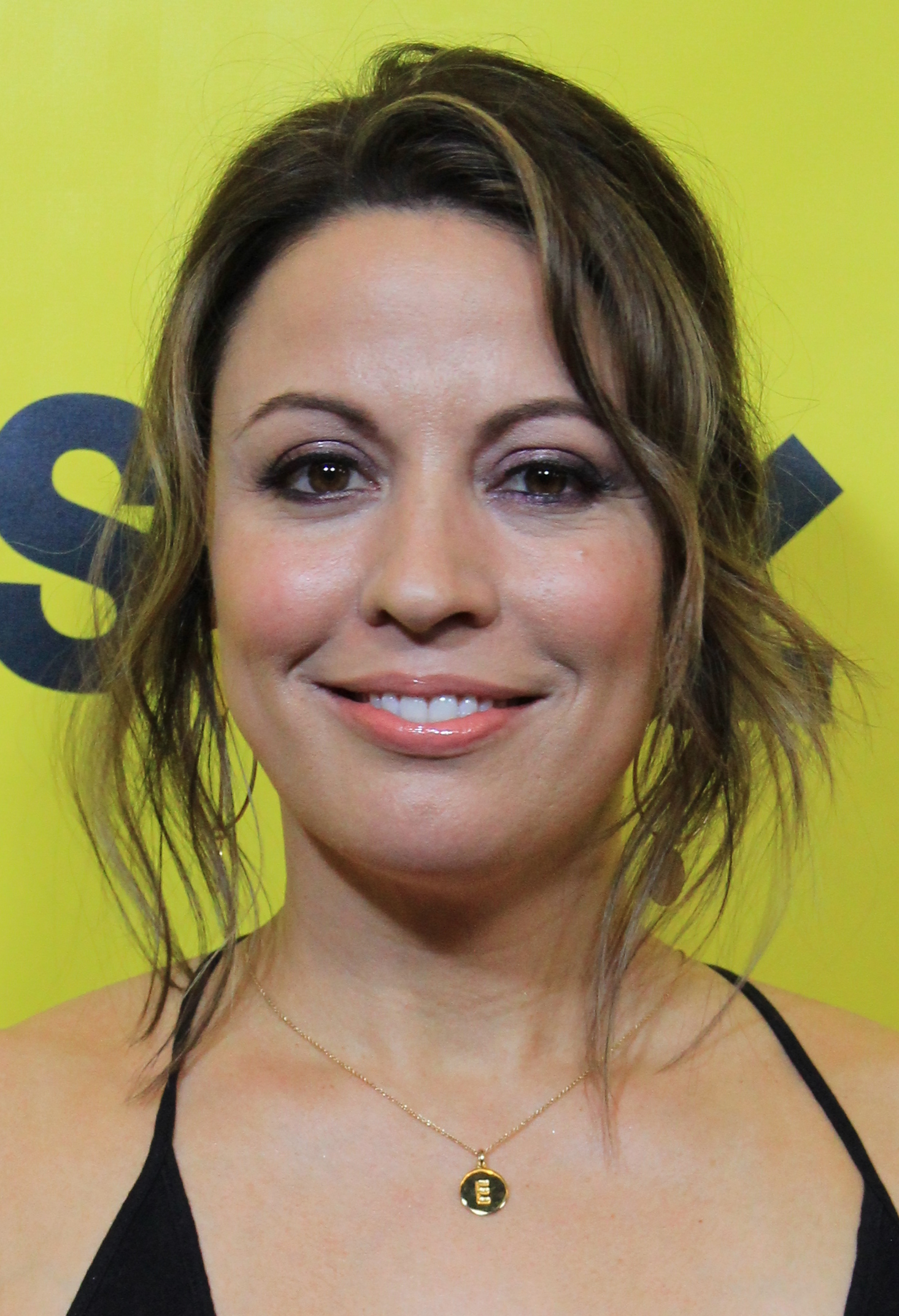
Kay Cannon, argumentista em 30 Rock, participou do segmento de dez segundos Makin' It Happen.

"Fireworks" teve o seu enredo co-escrito pela dupla Brett Baer e Dave Finkel, ambos co-produtores executivos da temporada, e foi realizado por Beth McCarthy-Miller. Assim, marcou a segunda vez que os três recebem créditos em um episódio do seriado, após "The Break-Up" pela dupla, e "The Rural Juror" por McCarthy-Miller. Finkel vinha participando de 30 Rock como um actor através de Makin' It Happen, uma comédia de situação de dez segundos produzida e transmitida online na página oficial da NBC. A colega argumentista Kay Cannon também participa de Makin' It Happen e faz par romântico com Finkel. Além disso, no momento da transmissão, Cannon estava casada com a estrela convidada Jason Sudeikis. Na sua autobiografia Bossypants (2011), Tina Fey — criadora, produtora exeuctiva, argumentista-chefe e actriz principal de 30 Rock — apontou "Fireworks" como o seu episódio favorito dentre os que tiveram o guião escrito por Baer e Finkel.
Por sua vez, antes de integrar a equipa de 30 Rock, McCarthy-Miller trabalhava no programa de televisão humorístico Saturday Night Live (SNL). Os acotres e comediantes Chris Parnell e Jason Sudeikis, que participaram de "Fireworks" respectivamente como o Dr. Leo Spaceman e Floyd DeBarber, também trabalharam no SNL como membros do elenco. Vários outros membros da equipa e elenco do SNL já fizeram uma participação em 30 Rock, incluindo Molly Shannon, Siobhan Fallon Hogan, Rachel Dratch, Andy Samberg, Chris Parnell, Fred Armisen, Kristen Wiig, Will Forte, Horatio Sanz, e Jan Hooks. Ambos Tina Fey e Tracy Morgan fizeram parte do elenco principal do SNL, com Fey sendo a argumentista-chefe do programa entre 1999 e 2006. O actor Alec Baldwin também apresentou o Saturday Night Live por dezassete vezes, o maior número de episódios por qualquer personalidade.
Outra participação especial em "Fireworks" foi a de Will Arnett como Devon Banks, arqui-inimigo de Jack. Esta é a terceira vez que Jack McBrayer e Arnett trabalhavam juntos. O primeiro fez participações como empregado de mesa em dois episódios de Arrested Development, série de comédia na qual Arnett era membro do elenco principal. Maury Povich, conhecido por apresentar o talk show controverso The Maury Povich Show, também participou de 30 Rock desempenhando um papel semelhante ao da vida real.
O actor e comediante Judah Friedlander, intérprete da personagem Frank Rossitano em 30 Rock, é conhecido pelos seus bonés de camioneiro de marca registada que usa dentro e fora da personagem Frank. Os chapéus normalmente apresentam palavras ou frases curtas estampadas neles. Friedlander afirmou que ele próprio é quem faz os acessórios. Revelou também que "alguns deles são brincadeiras íntimas, e alguns são simplesmente piadas." A ideia veio do persona de Friedlander nas suas apresentações de comédia stand-up, nas quais os objectos de adorno estão todos estampados com a escrita "campeão mundial" em línguas e aparências diferentes. Neste episódio, Frank usa bonés que leem "Mash Potatos", "Beef Ravioli" e "Atomic Super Kick."

## Enredo
Quando Devon Banks (Will Arnett) — vice-presidente do departamento de Notícias da Costa Ocidental, Conteúdo da Internet, e das Relações do Parque de Diversões de Los Angeles para a NBC — aparece em Nova Iorque, Jack Donaghy (Alec Baldwin) fica com receio de que ele esteja a tentar ficar com o seu emprego. Depois de colocar o seu assistente Jonathan (Maulik Pancholy) a espiar Banks, Jack descobre que o seu inimigo é homossexual e está interessado no estagiário Kenneth Parcell (Jack McBrayer). Então, Jack usa Kenneth para tentar recolher informações sobre os planos de Banks, mas o estagiário falha na tarefa. Então, pede a Liz Lemon (Tina Fey) para ajudá-lo com ideias para impressionar os executivos da emissora e vencer o golpe do seu rival. Sentindo-se quse derrotado, Jack manda Kenneth ir ao apartamento de Banks para seduzi-lo novamente e fazê-lo atrasar para uma reunião importante, mas o vice-presidente apercebe-se do plano e consegue chegar a tempo.
Enquanto isso, Liz vê Floyd DeBarber (Jason Sudeikis), o funcionário corporativo por quem tem uma paixoneta, em uma igreja em uma tarde de terça-feira. Na semana seguinte, segue-o e descobre que ele participa de reuniões dos Alcoólicos Anónimos (AA). Então, Liz finge ser alcoólatra para se aproximar dele e conhecer os seus segredos mais profundos. Todavia, o plano lhe sai pela culatra quando descobre que os membros do mesmo grupo AA não têm permissão para namorarem uns com os outros, e então decide confessar a ele que nunca foi alcoólatra e que apenas participou das reuniões para conseguir se aproximar dele. Após Floyd ficar zangado com isto, Liz pede desculpas e conta-lhe alguns dos seus segredos mais profundos para resolver tudo com ele. Floyd perdoa-lhe e eles começam a namorar.
Na hora da reunião importante de Jack com os executivos da NBC e o momento do seu confronto decisivo com Devon, Liz encontra-se muito ocupada a perseguir Floyd para ajudar Jack a implantar o seu plano. Então, ele participa sozinho da reunião e consegue defender com sucesso o seu emprego, impressionando os executivos com uma ideia de uma transmissão especial de fogos de artifício. Contudo, já na transmissão televisiva, os fogos são disparados no centro da cidade do lado de fora do edifício 30 Rockfeller Center, criando uma imagem que relembra os ataques terroristas de 11 de Setembro de 2001, causando pânico geral nos telespectadores, ao ponto de receber uma chamada telefónica do Presidente da Câmara Municipal de Nova Iorque para encerrar a transmissão.
Em outros lugares, Tracy Jordan (Tracy Morgan) é surpreendido com papéis para provar a paternidade de um suposto filho, apesar de insistir fortemente que a criança não é sua. Após a realização do exame genético, descobre não só que o bebé não é seu mas também que ele é um descendente directo do antigo Presidente dos Estados Unidos Thomas Jefferson. A notícia deixa-o enraivecido e vai conversar com os argumentistas James "Toofer" Spurlock (Keith Powell) e Frank Rossitano (Judah Friedlander) sobre o assunto. Ao decorrer da conversa, Toofer descobre que é um descendente directo de Tobias Spurlock, um soldado confederado negro. Ambos Tracy e Toofer ficam aborrecidos com as novidades, até o primeiro ter um sonho no qual Jefferson (interpretado por Baldwin) aparece e fala consigo no The Maury Povich Show. No sonho, o antigo Presidente fica com os louros de ter "inventado" a América e diz a Tracy para esquecer o passado. Quando acorda, Tracy pede a Toofer para escrevar um filme sobre as experiências deles e a vida de Jefferson. Tracy pretende interpretar todos os papéis no filme, no entanto, não quer que este seja um drama.